# Trilport
Trilport est une commune française située dans le département de Seine-et-Marne en région Île-de-France.

## Géographie

### Localisation
- 1Carte dynamique
- 2Carte Openstreetmap
- 3Carte topographique
- 4Carte avec les communes environnantes

La commune est située au bord de la Marne, en rive droite à 5 kilomètres à l'est de Meaux.

### Communes limitrophes
Les communes limitrophes sont  Armentières-en-Brie, Fublaines, Germigny-l'Évêque, Meaux, Montceaux-lès-Meaux, Poincy et Villemareuil.
| Poincy    | Germigny-l'Évêque | Armentières-en-Brie         |
| Meaux     | Trilport          | Saint-Jean-les-Deux-Jumeaux |
| Fublaines | Villemareuil      | Montceaux-lès-Meaux         |

### Géologie et relief
L'altitude de la commune varie de 41 mètres à 141 mètres pour le point le plus haut, le centre du bourg se situant à environ 56 mètres d'altitude (mairie). Elle est classée en zone de sismicité 1, correspondant à une sismicité très faible.

### Hydrographie

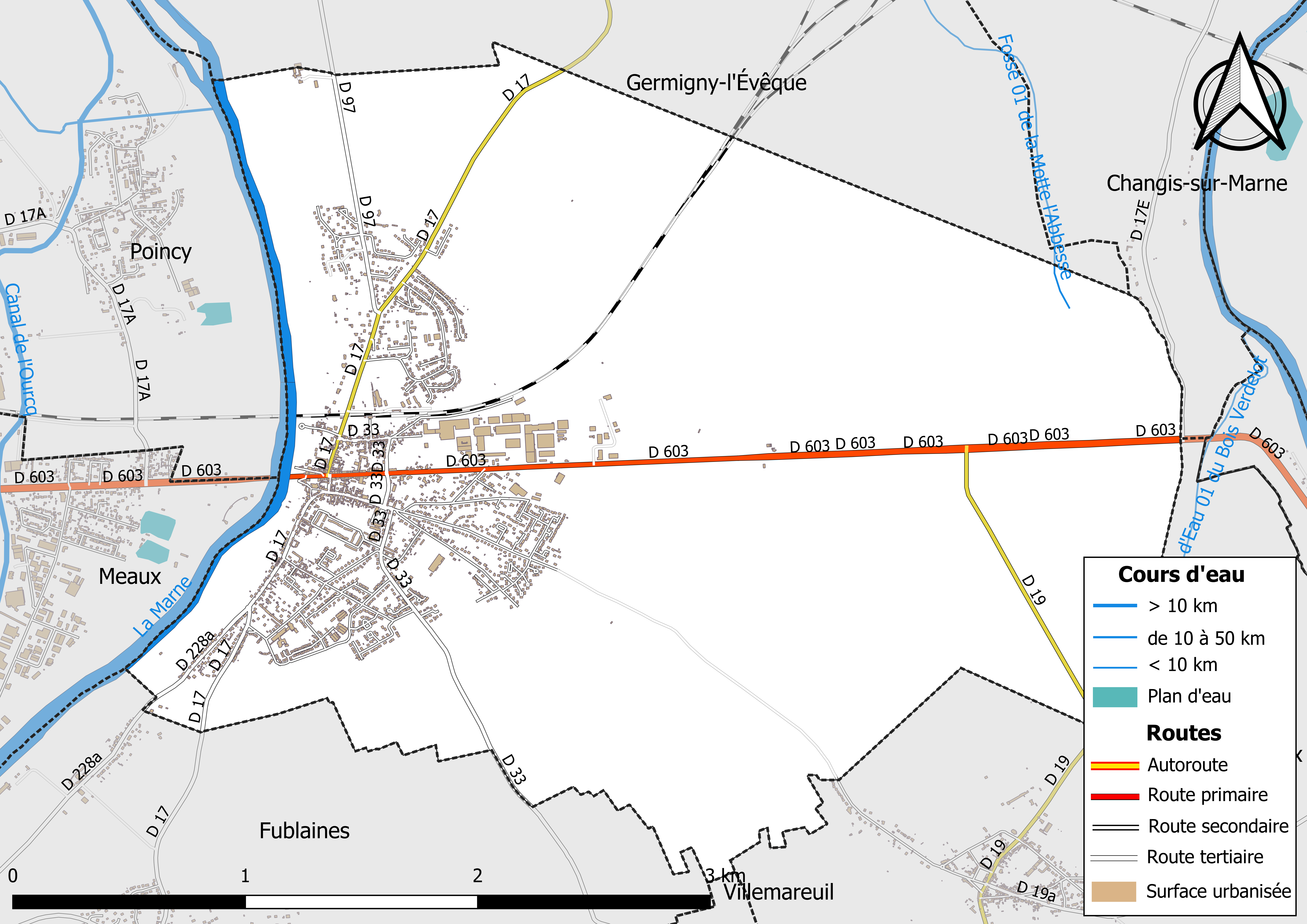
Carte des réseaux hydrographique et routier de Trilport.

Le réseau hydrographique de la commune se compose de quatre cours d'eau référencés :
- la rivière la Marne, longue de 514,26 km[3], principal affluent de la Seine, qui borde la commune à l'ouest, ainsi que :
  - un bras de 1,48 km[4] ;
  - le ruisseau de Mansigny[Note 1]., long de 6,89 km[5], qui conflue avec la Marne ;
- le fossé 01 de la Motte l'Abbesse, 2,20 km[6].

Par ailleurs, son territoire est également traversé par l’aqueduc de la Dhuis.
La longueur totale des cours d'eau sur la commune est de 3,03 km.

### Climat
Pour des articles plus généraux, voir Climat de l'Île-de-France et Climat de Seine-et-Marne.
En 2010, le climat de la commune est de type climat océanique dégradé des plaines du Centre et du Nord, selon une étude du CNRS s'appuyant sur une série de données couvrant la période 1971-2000. En 2020, Météo-France publie une typologie des climats de la France métropolitaine dans laquelle la commune est exposée à un climat océanique altéré et est dans la région climatique Nord-est du bassin Parisien, caractérisée par un ensoleillement médiocre, une pluviométrie moyenne régulièrement répartie au cours de l’année et un hiver froid (3 °C).
Pour la période 1971-2000, la température annuelle moyenne est de 11 °C, avec une amplitude thermique annuelle de 15,3 °C. Le cumul annuel moyen de précipitations est de 709 mm, avec 11,2 jours de précipitations en janvier et 7,8 jours en juillet. Pour la période 1991-2020, la température moyenne annuelle observée sur la station météorologique la plus proche, située sur la commune de Changis-sur-Marne à 5 km à vol d'oiseau, est de 11,9 °C et le cumul annuel moyen de précipitations est de 710,1 mm,. Les paramètres climatiques de la commune estimés pour 2050 selon différents scénarios d'émission de gaz à effet de serre sont consultables sur un site publié par Météo-France en novembre 2022.
| Mois                                  | jan.            | fév.           | mars          | avril         | mai           | juin          | jui.          | août          | sep.          | oct.          | nov.             | déc.          | année      |
| ------------------------------------- | --------------- | -------------- | ------------- | ------------- | ------------- | ------------- | ------------- | ------------- | ------------- | ------------- | ---------------- | ------------- | ---------- |
| Température minimale moyenne (°C)     | 2               | 1,9            | 3,5           | 5,8           | 9,2           | 12,3          | 14            | 13,7          | 10,9          | 8,7           | 4,9              | 2,6           | 7,5        |
| Température moyenne (°C)              | 4,6             | 5,2            | 8             | 11,2          | 14,6          | 17,9          | 19,9          | 19,7          | 16,5          | 12,7          | 7,9              | 5,2           | 11,9       |
| Température maximale moyenne (°C)     | 7,1             | 8,5            | 12,5          | 16,6          | 20            | 23,5          | 25,8          | 25,7          | 22            | 16,8          | 10,9             | 7,7           | 16,4       |
| Record de froid (°C) date du record   | −14,2 07.01.09  | −11,5 07.02.12 | −9,6 01.03.05 | −4,8 08.04.03 | −0,5 06.05.19 | 2,4 04.06.01  | 6,8 31.07.15  | 5,9 26.08.18  | 1,8 30.09.18  | −2,7 24.10.03 | −10,4 24.11.1998 | −8,9 26.12.10 | −14,2 2009 |
| Record de chaleur (°C) date du record | 16,7 05.01.1999 | 20,8 27.02.19  | 25,5 31.03.21 | 29,1 20.04.18 | 32 28.05.17   | 36,4 21.06.17 | 42,2 25.07.19 | 40,1 07.08.03 | 35,8 09.09.23 | 29 02.10.23   | 22,8 07.11.15    | 18 07.12.00   | 42,2 2019  |
| Précipitations (mm)                   | 56,1            | 53,2           | 54,1          | 44,2          | 65,6          | 59,2          | 64,9          | 67,5          | 50,4          | 61,6          | 58,8             | 74,5          | 710,1      |

### Milieux naturels et biodiversité

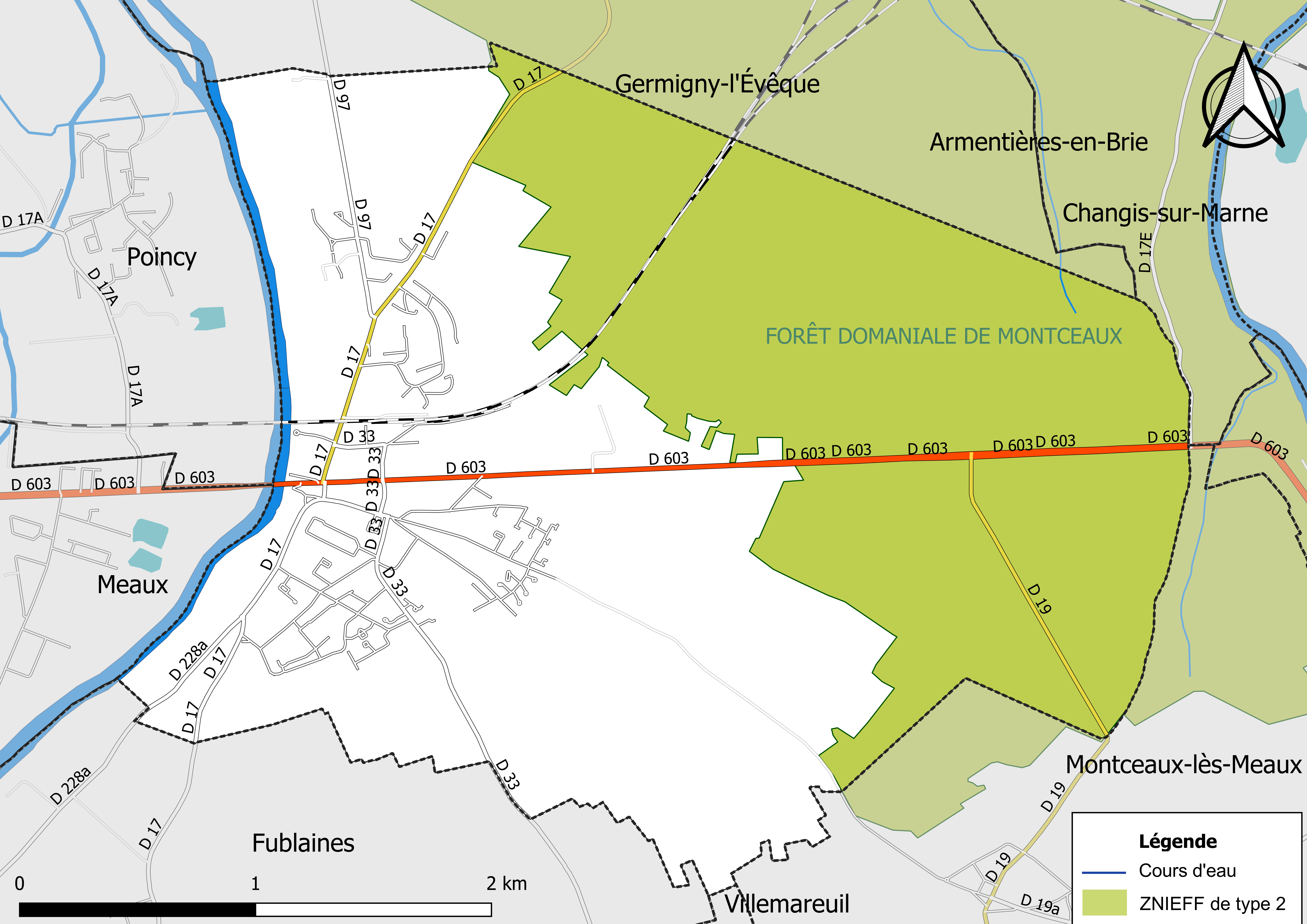
Carte des ZNIEFF de type 2 localisées sur la commune.

L’inventaire des zones naturelles d'intérêt écologique, faunistique et floristique (ZNIEFF) a pour objectif de réaliser une couverture des zones les plus intéressantes sur le plan écologique, essentiellement dans la perspective d’améliorer la connaissance du patrimoine naturel national et de fournir aux différents décideurs un outil d’aide à la prise en compte de l’environnement dans l’aménagement du territoire.
Le territoire communal de Trilport comprend une ZNIEFF de type 2,,, 
la « Forêt domaniale de Montceaux » (1 304,43 ha), couvrant 5 communes du département.

## Urbanisme

### Typologie
Au 1er janvier 2024, Trilport est catégorisée ceinture urbaine, selon la nouvelle grille communale de densité à sept niveaux définie par l'Insee en 2022.
Elle appartient à l'unité urbaine de Meaux, une agglomération intra-départementale regroupant sept  communes, dont elle est une commune de la banlieue,,. Par ailleurs la commune fait partie de l'aire d'attraction de Paris, dont elle est une commune de la couronne,. Cette aire regroupe 1 929 communes,.

### Lieux-dits et écarts
La commune compte 58 lieux-dits administratifs répertoriés consultables ici dont Dancy (source : le fichier Fantoir).

### Occupation des sols
L'occupation des sols de la commune, telle qu'elle ressort de la base de données européenne d’occupation biophysique des sols Corine Land Cover (CLC), est marquée par l'importance des forêts et milieux semi-naturels (47,7 % en 2018), une proportion identique à celle de 1990 (47,7 %). La répartition détaillée en 2018 est la suivante : 
forêts (47,7% ), terres arables (31,8% ), zones urbanisées (16% ), zones industrielles ou commerciales et réseaux de communication (3% ), prairies (1,1% ), espaces verts artificialisés, non agricoles (0,4 %).
Parallèlement, L'Institut Paris Région, agence d'urbanisme de la région Île-de-France, a mis en place un inventaire numérique de l'occupation du sol de l'Île-de-France, dénommé le MOS (Mode d'occupation du sol), actualisé régulièrement depuis sa première édition en 1982. Réalisé à partir de photos aériennes, le Mos distingue les espaces naturels, agricoles et forestiers mais aussi les espaces urbains (habitat, infrastructures, équipements, activités économiques, etc.) selon une classification pouvant aller jusqu'à 81 postes, différente de celle de Corine Land Cover,,. L'Institut met également à disposition des outils permettant de visualiser par photo aérienne l'évolution de l'occupation des sols de la commune entre 1949 et 2018.

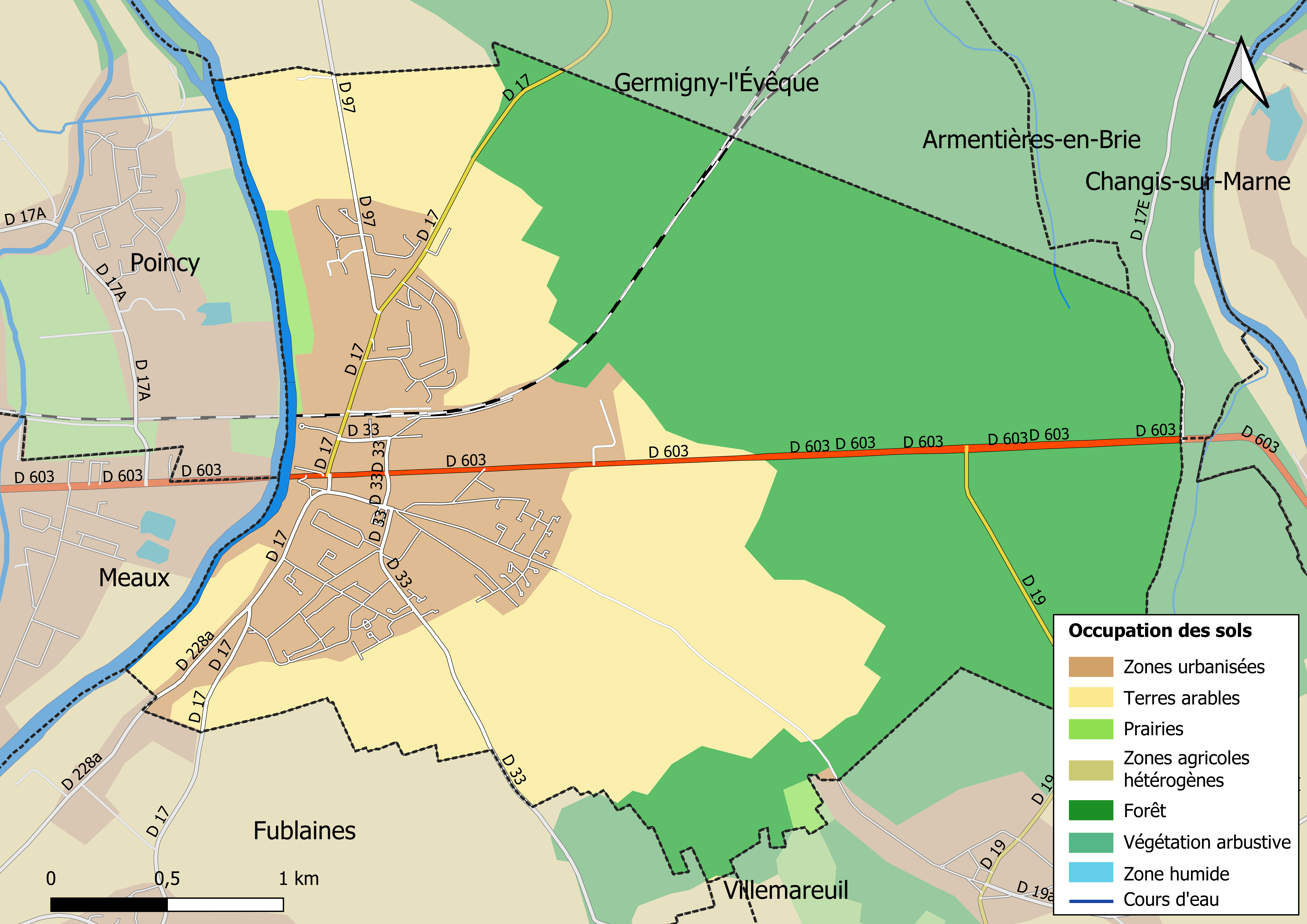
Carte des infrastructures et de l'occupation des sols en 2018 (CLC) de la commune.
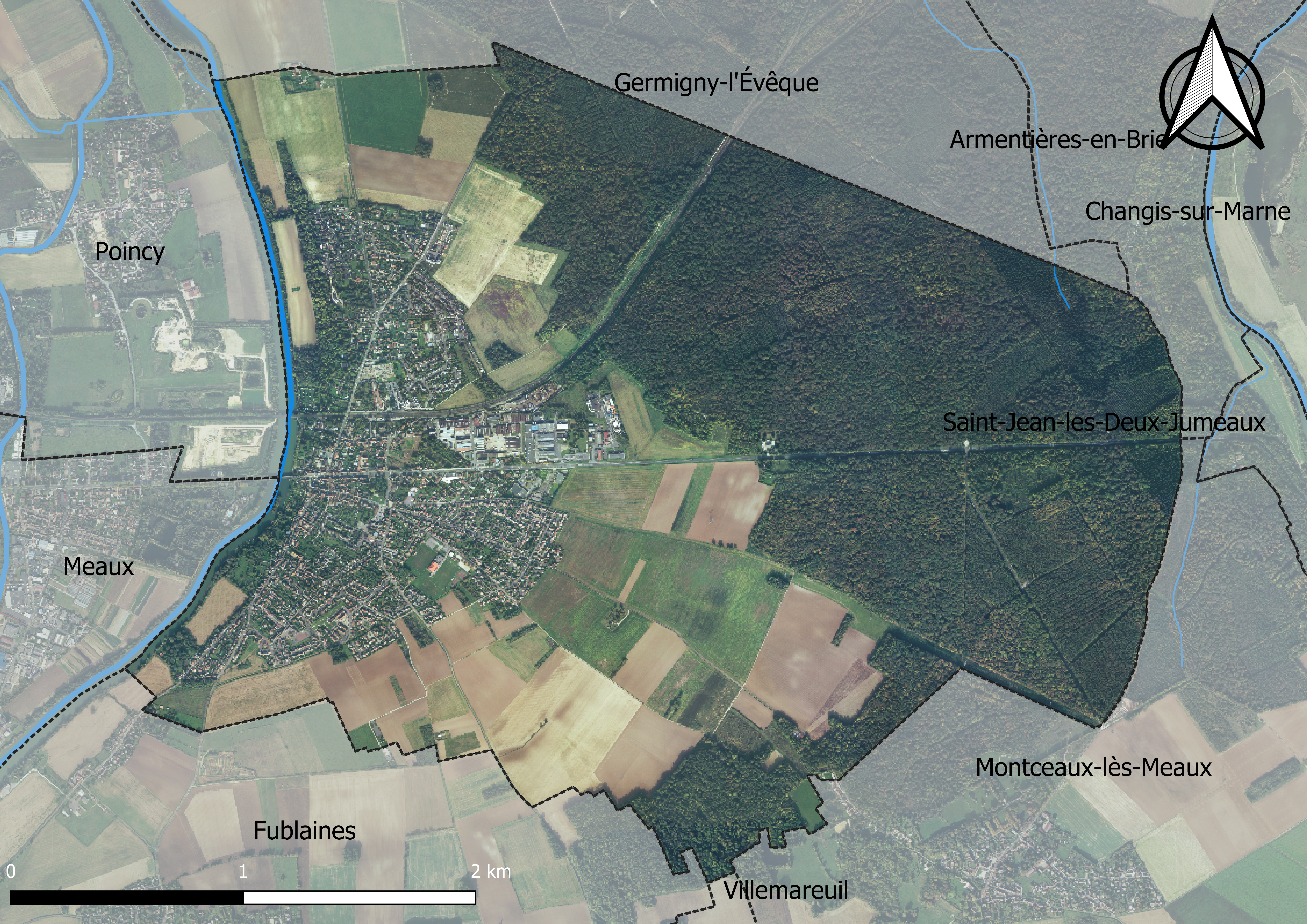
Carte orhophotogrammétrique de la commune.

### Planification
La commune disposait en 2019 d'un plan local d'urbanisme approuvé. Le zonage réglementaire et le règlement associé peuvent être consultés sur le Géoportail de l'urbanisme.

### Logement
En 2016, le nombre total de logements dans la commune était de 2 101, dont 79,5 % de maisons et 19,2 % d'appartements.
Parmi ces logements, 94,1 % étaient des résidences principales, 0,6 % des résidences secondaires et 5,3 % des logements vacants.
La part des ménages fiscaux propriétaires de leur résidence principale s’élevait à 75,7 % contre 23,1 % de locataires,, dont 8,4 % de logements HLM loués vides (logements sociaux) et 1,3 % logés gratuitement.

### Voies de communication et transports
La ville est traversée en son centre par la RD603, anciennement Nationale 3, passant d'Est en Ouest. C'est un axe de circulation très important, menant vers les régions de l'Est de la France, et qui connecte la ville à Paris, en passant par Meaux avec un pont enjambant la Marne.
Le chemin de fer est présent dans la ville depuis l'ouverture du tronçon de Meaux à Epernay en 1849.
La gare de Trilport est une gare de banlieue, desservie par les trains de la ligne P du Transilien, sur les branches Paris-Est - Château-Thierry et Paris-Est - La Ferté-Milon.
La commune est desservie par la ligne d'autocars No 56 (La-Ferté-sous-Jouarre – Meaux) du réseau de bus Brie et 2 Morin.

## Toponymie

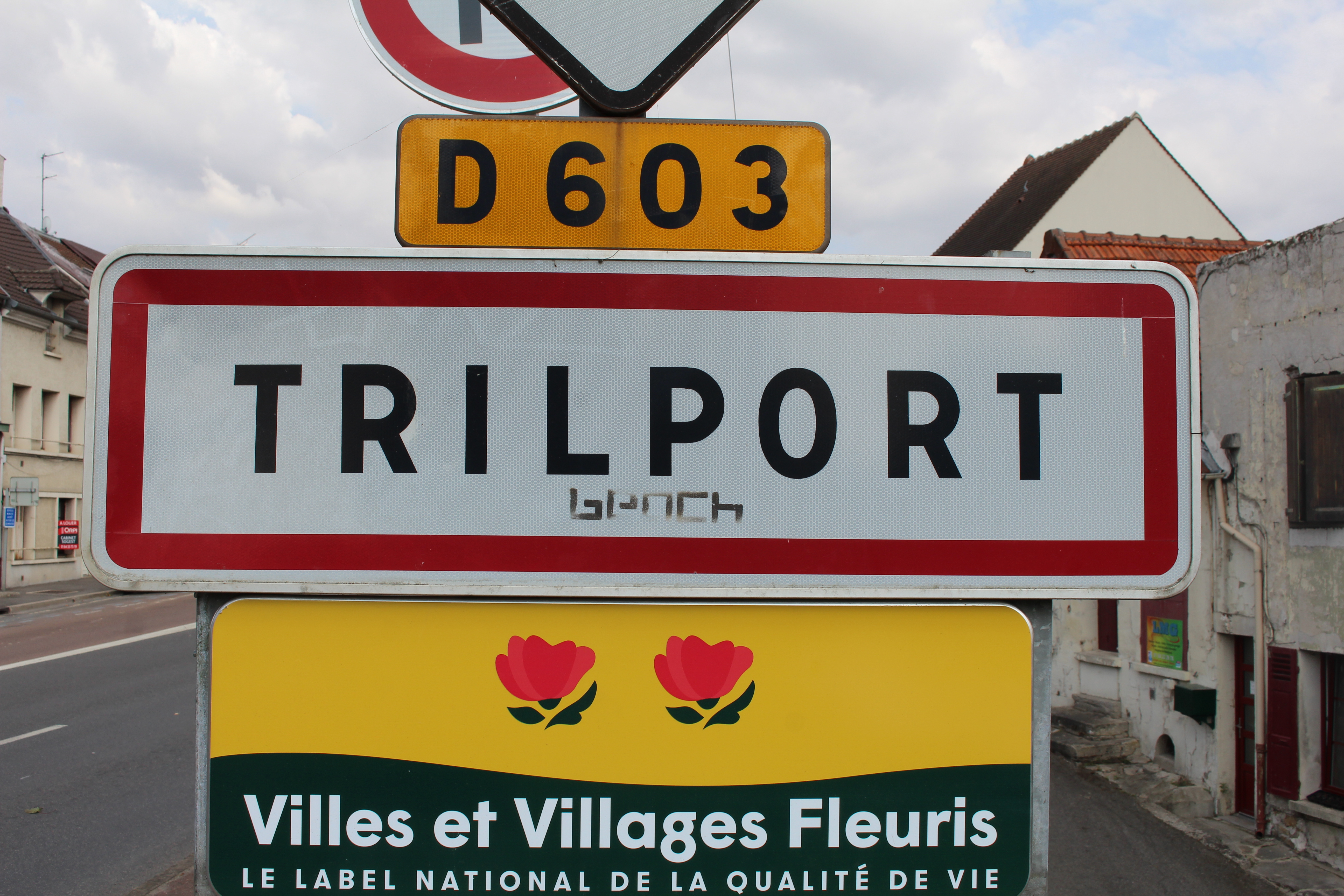
Panneau d'entrée dans la commune.

Le nom de la localité est mentionné sous les formes Tria portus en 1221 ; Tria en 1249 ; Trie le Port en 1265 ; Villa de Tri, Trileport en 1365 ; Try le Port en 1394 ; Trit le Port en 1406.
Tri : Altération du mot trajectum qui veut dire « traversée, passage » en latin.
On retrouve la même situation et origine dans les villes de Trilbardou, Trie-Château, le Trait.
Étymologiquement, le nom de la ville de Trilport, du latin trilportum, signale l'existence à cet endroit des gués de l'époque gallo-romaine permettant de traverser la Marne.

## Histoire
Des fouilles permettent d'attester que le lieu est occupé depuis le Néolithique. Comme toute la région, Trilport est occupée par une tribu gauloise, les Meldes qui fonderont Meaux, puis par les Romains. Durant l'époque gallo-romaine, un gué, au moins, permettait de traverser la Marne. Ce gué est mentionné en 991, lequel était doublé par un bac ou un pont de bois.
Au Moyen Âge, Trilport appartient au roi de France et à l'évêque de Meaux. Trilport est touchée par la Jacquerie, les famines et les pillages de la guerre de Cent Ans avant de retrouver un peu de calme lors de la Renaissance. Il y eut des combats lors de la campagne de France de 1814.
- En 1914, lors de la bataille de l'Ourcq, l'armée allemande traverse la Marne par la commune. Le pont est détruit par un corps du génie français[34]. Le 6 septembre, les Français contre-attaquent et reviennent à Trilport[35].
- En 1918, durant la bataille de la Marne, la commune est le quartier général de la 6e armée. Le 31 mai, Ferdinand Foch, Philippe Pétain et Georges Clemenceau s'y retrouvent pour organiser l'arrêt de l’offensive allemande[36].

## Politique et administration

### Rattachements administratifs et électoraux
Rattachements administratifs
La commune se trouve dans l'arrondissement de Meaux du département de Seine-et-Marne.
Elle faisait partie de 1793 à 1975 du canton de Meaux, année où elle intègre le canton de Meaux-Sud. Dans le cadre du redécoupage cantonal de 2014 en France, cette circonscription administrative territoriale a disparu, et le canton n'est plus qu'une circonscription électorale.
Rattachements électoraux
Pour les élections départementales, la commune fait partie depuis 2014 du canton de La Ferté-sous-Jouarre
Pour l'élection des députés, elle fait partie de la sixième circonscription de Seine-et-Marne.

### Intercommunalité
Triport est membre de la communauté d'agglomération du pays de Meaux, un établissement public de coopération intercommunale (EPCI) à fiscalité propre créé en 2003 et auquel la commune avait transféré un certain nombre de ses compétences, dans les conditions déterminées par le code général des collectivités territoriales.

### Tendances politiques et résultats
Lors du premier tour des élections municipales de 2014 en Seine-et-Marne, la liste DVG menée par le maire sortant Jean-Michel Morer obtient la majorité absolue des suffrages exprimés, avec 1 127 voix (52,39 %, 21 conseillers municipaux élus, dont 3 communautaires), devançant de 103 voix la liste UMP-UDI menée par Patrick Augey (1 024, 47,60 %, 6 conseillers municipaux élus dont 1 communautaire).
Lors de ce scrutin, 35,16 % des électeurs se sont abstenus.
Lors du premier tour des élections municipales de 2020 en Seine-et-Marne, la liste DVG  menée par le maire sortant Jean-Michel Morer obtient la majorité absolue des suffrages exprimés, avec 907 voix (60,02 %, 24 conseillers municipaux élus, dont 3 communautaires), devançant largement la liste DVD menée par Eric Karim Kraemer  (604 voix, 39,97 %, 5 conseillers municipaux élus dont 1 communautaire).
Lors de ce scrutin marqué par la pandémie de Covid-19 en France, 55,11 % des électeurs se sont abstenus.

### Liste des maires
| Période                                  | Période | Identité     | Étiquette | Qualité |
| ---------------------------------------- | ------- | ------------ | --------- | ------- |
| Les données manquantes sont à compléter. |         |              |           |         |
| 1700                                     | 1712    | M. Pluvier   |           |         |
| 1713                                     | 1734    | M. Bontemps  |           |         |
| 1734                                     | 1744    | M. Berthelet |           |         |
| 1744                                     | 1750    | M. Bourgeois |           |         |
| 1750                                     | 1756    | M. Nazareth  |           |         |
| 1756                                     | 1781    | M. Le Givre  |           |         |
| 1782                                     | 1791    | M. Papelard  |           |         |

| Période   | Période                     | Identité                     | Étiquette   | Qualité |
| --------- | --------------------------- | ---------------------------- | ----------- | --- |
| 1791      | An II                       | François Marie Haccart       |             | |
| An II     | An VIII                     | Barthélémy Boitel            |             | |
| An VIII   | An IX                       | Pierre Cinot                 |             | |
| An XI     | 1808                        | Antoine Dalleux              |             | |
| 1808      | 1817                        | Le Moine                     |             | |
| 1818      | 1835                        | Louis de Ponton d'Amécourt   |             | |
| 1835      | 1841                        | Jean-Pierre Minouflet        |             | |
| 1841      | 1848                        | Noël Coyette                 |             | |
| 1848      | 1848                        | Louis de Ponton d'Amécourt   |             | |
| 1848      | 1851                        | Noël Coyette                 |             | |
| 1851      | 1856                        | Antoine Minouflet            |             | |
| 1856      | 1876                        | Gustave de Ponton d'Amécourt |             | |
| 1876      | 1880                        | Jean Lamiral                 |             | |
| 1880      | 1888                        | François Devoise             |             | |
| 1888      | 1896                        | Eugène Firon                 |             | |
| 1896      | 1898                        | Eugène Monnoury              |             | |
| 1898      | 1900                        | Victor Mafflard              |             | |
| 1900      | 1904                        | Marie Aristide Ourry         |             | |
| 1904      | 1908                        | Victor Mafflard              |             | |
| 1908      | 1944                        | Frédéric Nugue               |             | |
| 1944      | mars 1959                   | Lucien Vergnolle             |             | |
| mars 1959 | mars 1977                   | Henri Corbrion               |             | |
| mars 1977 | 3 mai 2004                  | Michel Vallier               | PS          | Professeur de sciences naturelles Conseiller général de Meaux-Sud (1976 → 2008) Démissionnaire                                       |
| mai 2004  | En cours (au 16 avril 2021) | Jean-Michel Morer            | PS puis DVG | Professeur Vice-président de la CA du Pays de Meaux (2020 → ) Réélu pour le mandat 2020-2026 Chevalier de l’Ordre national du mérite |

### Distinctions et labels
La commune est labellisée « @@@@@ » depuis 2019 par l’association Villes Internet. Trilport est la seule des 507 communes du département à avoir atteint ce niveau, qui reconnait ses efforts pour faire de Trilport une ville numérique

### Jumelages
Un jumelage avec la ville d'Engen dans l'Hegau, en Forêt Noire allemande, a été mis en place par les professeurs d'allemand du collège Le Bois-de-l'Enclume. Selon le site officiel de la ville, le jumelage entre Trilport et Engen est arrivé tout naturellement. Les collèges des deux villes : collège du Bois-de-l'Enclume pour Trilport et la Realschule pour Engen entretiennent des échanges réguliers, qui ont donné lieu en 1987 a un appariement officiel entre les deux établissements scolaires. Les années ont passé, et les élèves ont continué à s'écrire, à se rencontrer ; des familles trilportaises sont devenues ainsi amies avec des familles allemandes. Chaque année de jeunes Trilportais se rendent à Engen et vice versa.
En décembre 1999, le maire d'Engen propose à la mairie de Trilport une aide financière afin d'aider la commune à surmonter les dégâts engendrés par la tempête de fin décembre 1999 en Europe.
Les élus des deux cités décident de fêter l'entrée dans le nouveau millénaire en liant leurs deux villes par un jumelage officiel qui a été célébré au début de l'année 2000. Une célébration fêtée en deux étapes : 23, 24 et 25 juin 2000 à Trilport et 6, 7, 8 octobre à Engen. Depuis, les échanges se sont multipliés entre les différentes associations, fanfares, jeunes, artistes, sportifs, sans oublier les visites culturelles. En 2005, les deux villes ont fêté le 5e anniversaire d'un jumelage très vivant.

### Politique de développement durable
La commune s'est dotée d'un Agenda 21 en 2005. Elle est la première commune d’Île-de-France de moins de 5 000 habitants à avoir lancé cette démarche.
La municipalité porte un projet d'écoquartier en centre-ville pour la réalisation de 350 logements environ à proximité de la gare[réf. nécessaire].

## Équipements et services

### Eau et assainissement
L’organisation de la distribution de l’eau potable, de la collecte et du traitement des eaux usées et pluviales relève des communes. La loi NOTRe de 2015 a accru le rôle des EPCI à fiscalité propre en leur transférant cette compétence. Ce transfert devait en principe être effectif au 1er janvier 2020, mais la loi Ferrand-Fesneau du 3 août 2018 a introduit la possibilité d’un report de ce transfert au 1er janvier 2026,.

#### Assainissement des eaux usées
En 2020, la gestion du service d'assainissement collectif de la commune de Trilport est assurée par  le CA du Pays de Meaux (CAPM) pour la collecte, le transport et la dépollution,,.
L’assainissement non collectif (ANC) désigne les installations individuelles de traitement des eaux domestiques qui ne sont pas desservies par un réseau public de collecte des eaux usées et qui doivent en conséquence traiter elles-mêmes leurs eaux usées avant de les rejeter dans le milieu naturel. Le CA du Pays de Meaux (CAPM)La commune assure le service public d'assainissement non collectif (SPANC), qui a pour mission de vérifier la bonne exécution des travaux de réalisation et de réhabilitation, ainsi que le bon fonctionnement et l’entretien des installations. Cette prestation est déléguée à l'entreprise Veolia, dont le contrat arrive à échéance le 30 juin 2022,.

#### Eau potable
En 2020, l'alimentation en eau potable est assurée par la commune qui en a délégué la gestion à une entreprise privée, dont le contrat expire le 31 mai 2022,,.
Les nappes de Beauce et du Champigny sont classées en zone de répartition des eaux (ZRE), signifiant un déséquilibre entre les besoins en eau et la ressource disponible. Le changement climatique est susceptible d’aggraver ce déséquilibre. Ainsi afin de renforcer la garantie d’une distribution d’une eau de qualité en permanence sur le territoire du département, le troisième Plan départemental de l’eau signé, le 3 octobre 2017, contient un plan d’actions afin d’assurer avec priorisation la sécurisation de l’alimentation en eau potable des Seine-et-Marnais. A cette fin a été préparé et publié en décembre 2020 un schéma départemental d’alimentation en eau potable de secours dans lequel huit secteurs prioritaires sont définis. La commune fait partie du secteur Meaux.

## Population et société

### Démographie
En 2014, l'Insee recensait 4 985 habitants à Trilport.
L'évolution du nombre d'habitants est connue à travers les recensements de la population effectués dans la commune depuis 1793. Pour les communes de moins de 10 000 habitants, une enquête de recensement portant sur toute la population est réalisée tous les cinq ans, les populations de référence des années intermédiaires étant quant à elles estimées par interpolation ou extrapolation. Pour la commune, le premier recensement exhaustif entrant dans le cadre du nouveau dispositif a été réalisé en 2008.

En 2022, la commune comptait 5 107 habitants, en évolution de +2,04 % par rapport à 2016 (Seine-et-Marne : +3,92 %, France hors Mayotte : +2,11 %).
| 1793 | 1800 | 1806 | 1821 | 1831 | 1836 | 1841 | 1846 | 1851 |
| ---- | ---- | ---- | ---- | ---- | ---- | ---- | ---- | ---- |
| 602  | 670  | 710  | 749  | 832  | 825  | 881  | 963  | 994  |

| 1856 | 1861  | 1866 | 1872 | 1876 | 1881 | 1886 | 1891 | 1896 |
| ---- | ----- | ---- | ---- | ---- | ---- | ---- | ---- | ---- |
| 976  | 1 012 | 962  | 985  | 953  | 930  | 924  | 953  | 996  |

| 1901 | 1906  | 1911  | 1921  | 1926  | 1931  | 1936  | 1946  | 1954  |
| ---- | ----- | ----- | ----- | ----- | ----- | ----- | ----- | ----- |
| 988  | 1 016 | 1 065 | 1 055 | 1 066 | 1 203 | 1 119 | 1 037 | 1 264 |

| 1962  | 1968  | 1975  | 1982  | 1990  | 1999  | 2006  | 2008  | 2013  |
| ----- | ----- | ----- | ----- | ----- | ----- | ----- | ----- | ----- |
| 1 458 | 1 890 | 2 487 | 3 323 | 3 825 | 4 602 | 4 793 | 4 840 | 4 930 |

| 2018  | 2022  | - | - | - | - | - | - | - |
| ----- | ----- | - | - | - | - | - | - | - |
| 5 061 | 5 107 | - | - | - | - | - | - | - |

### Manifestations culturelles et festivités
La commune est traditionnellement le lieu d'une exposition annuelle de champignons, des évènements relatifs à l'observation astronomique sont parfois organisés par une association locale, dite club Uranie. Un feu d'artifice et une retraite aux flambeaux ont lieu le week-end de la Saint-Pierre-et-Paul ainsi qu'un concours de pêche. Jadis des défilés de chars fleuris étaient également organisés, cette tradition s'est perdue dans les années 1990.

### Sports
Le site principal de la commune, le complexe de la Noyerie accueille un gymnase agrandi en 2008 d'un dojo et de nouvelles salles d'activités. Ce bâtiment permet la pratique d'une grande diversité de sports (basket, badminton, handball, gymnastique, judo, jujitsu, karaté, musculation, foot en salle, tennis...). Il est entouré de trois terrains de foot avec tribune et vestiaires. Trois courts de tennis extérieurs avec club house et un club de pétanque complètent l'offre.
En bord de Marne, un cercle de voile remis en activité récemment permet à nouveau d’accueillir un club d'aviron. Les bords de Marne sont partagés entre les pêcheurs, les joggeurs et les promeneurs qui disposent également pour ces derniers des chemins de la forêt domaniale de Montceaux.

## Économie

### Revenus de la population et fiscalité
En 2018, le nombre de ménages fiscaux de la commune était de 1 917 (dont 65 % imposés), représentant 4 930 personnes et la  médiane du revenu disponible par unité de consommation  de 24 480 euros.

### Emploi
En 2017 , le nombre total d’emplois dans la zone était de 1 045, occupant 2 242 actifs  résidants.
Le taux d'activité de la population (actifs ayant un emploi) âgée de 15 à 64 ans s'élevait à 69 % contre un taux de chômage de 7,7 %. 
Les 23,3 % d’inactifs se répartissent de la façon suivante : 11,5 % d’étudiants et stagiaires non rémunérés, 6,4 % de retraités ou préretraités et 5,4 % pour les autres inactifs.

### Secteurs d'activité

#### Entreprises et commerces
En 2019, le nombre d’unités légales et d’établissements (activités marchandes hors agriculture. ) par secteur d'activité était de 320 dont 22 dans l’industrie manufacturière, industries extractives et autres, 63 dans la construction, 95 dans le commerce de gros et de détail, transports, hébergement et restauration, 11 dans l’Information et communication, 5 dans les activités financières et d'assurance, 9 dans les activités immobilières, 42 dans les activités spécialisées, scientifiques et techniques et activités de services administratifs et de soutien, 39 dans l’administration publique, enseignement, santé humaine et action sociale et 34  étaient relatifs aux autres activités de services.
En 2020, 68 entreprises ont été créées sur le territoire de la commune, dont 55 individuelles.
Au 1er janvier 2021, la commune ne possédait aucun hôtel  mais un terrain de camping disposant de  50 emplacements.
- ZAC de la Halotte trois hectares.

#### Agriculture
Trilport est dans la petite région agricole dénommée les « Vallées de la Marne et du Morin », couvrant les vallées des deux rivières, en limite de la Brie. En 2010, l'orientation technico-économique de l'agriculture sur la commune est la culture de céréales et d'oléoprotéagineux (COP).
Si la productivité agricole de la Seine-et-Marne se situe dans le peloton de tête des départements français, le département enregistre un double phénomène de disparition des terres cultivables (près de 2 000 ha par an dans les années 1980, moins dans les années 2000) et de réduction d'environ 30 % du nombre d'agriculteurs dans les années 2010. Cette tendance se retrouve au niveau de la commune où le nombre d’exploitations est passé de 6 en 1988 à 2 en 2010. Parallèlement, la taille de ces exploitations augmente, passant de 88 ha en 1988 à 159 ha en 2010.
Le tableau ci-dessous présente les principales caractéristiques des exploitations agricoles de Trilport, observées sur une période de 22 ans : 
|                                      | 1988 | 2000 | 2010 |
| ------------------------------------ | ---- | ---- | ---- |
| Dimension économique,                |      |      |      |
| Nombre d’exploitations (u)           | 6    | 4    | 2    |
| Travail (UTA)                        | 9    | 5    | 2    |
| Surface agricole utilisée (ha)       | 527  | 439  | 318  |
| Cultures                             |      |      |      |
| Terres labourables (ha)              | 476  | 434  | s    |
| Céréales (ha)                        | 309  | 311  | s    |
| dont blé tendre (ha)                 | 212  | s    | s    |
| dont maïs-grain et maïs-semence (ha) | 83   | s    | s    |
| Tournesol (ha)                       | s    |      |      |
| Colza et navette (ha)                | 41   | s    | s    |
| Élevage                              |      |      |      |
| Cheptel (UGBTA)                      | 92   | 90   | 66   |

## Culture locale et patrimoine

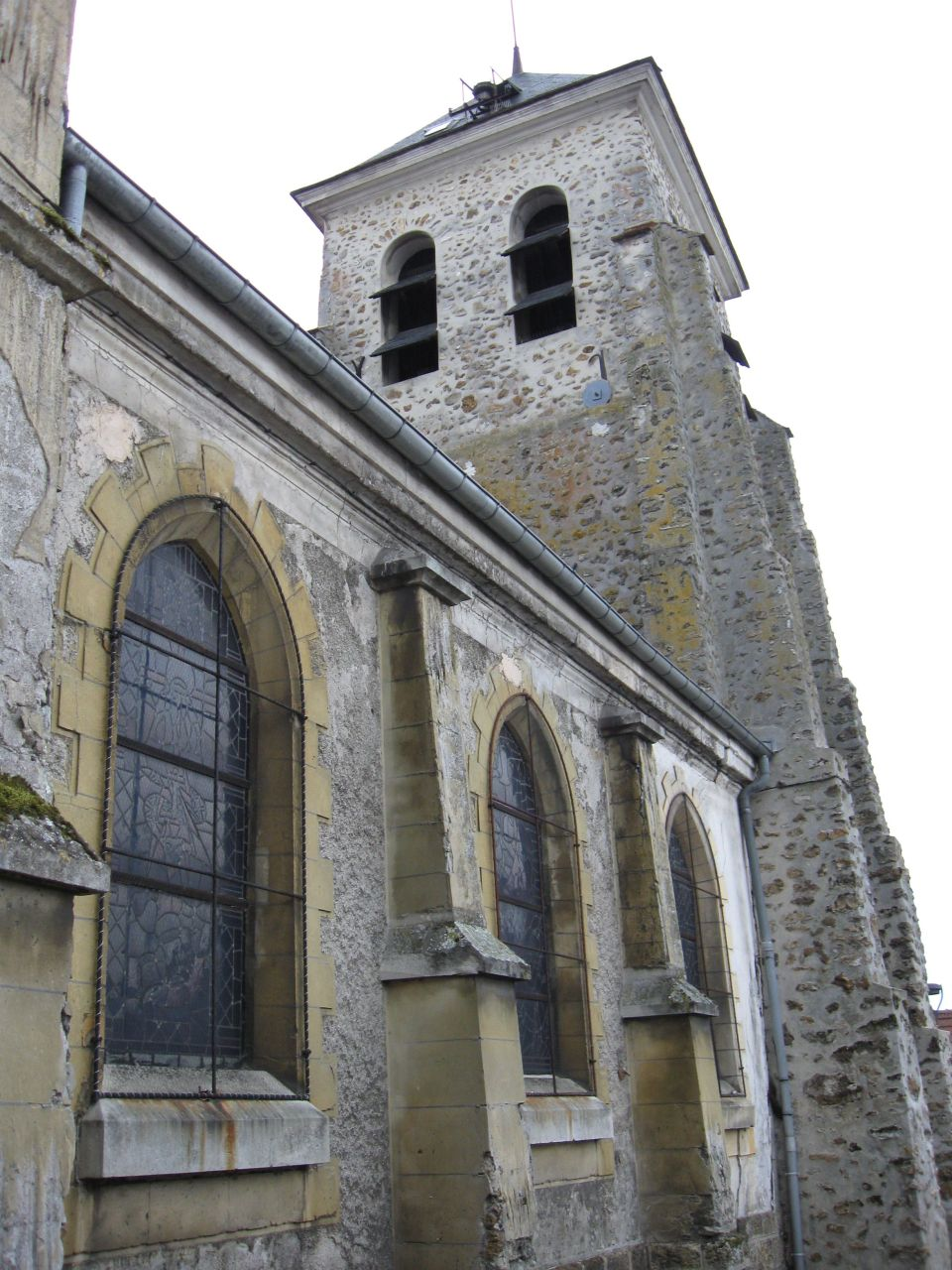
L'église Saint-Pierre-et-Saint-Paul.

### Lieux et monuments
- Église Saint-Pierre-et-Saint-Paul du XIVe siècle, restaurée en 1819.
- La commune fut une destination touristique prisée au moment du Front populaire avec l'apparition des congés payés. Sa plage était dit-on réputée. La commune possède encore actuellement un camping de 50 emplacements : le camping du Pont. Un établissement du même type mais plus étendu est situé sur l'autre rive de la Marne, sur la commune de Meaux, un motel est également présent sur les bords de Marne, doté d'un toboggan où personne ne s'aventure plus, un arrêté municipal interdisant les baignades dans la Marne.

### Personnalités liées à la commune
- Maximilien Henri Nicolas Jacob (1765-1796), général des armées de la République. Compromis dans l'affaire du camp de Grenelle, il est fusillé le 9 octobre 1796.
- Gustave de Ponton d'Amécourt, inventeur de l'hélicoptère, fut maire de la commune. Une stèle commémorative est érigée dans le parc de son château - dont il ne reste que le pigeonnier et le portail d'entrée principal - devenu parc municipal. Le château entré dans un état de délabrement avancé a été démoli en 1979.
- Frédéric Nugue (maire de Trilport de 1908 à 1944) a fondé à Trilport en 1898 une usine de fabrication de coffres-fort toujours en activité, en face de la gare SNCF. La commune comporte une rue Frédéric-Nugue, à proximité du centre sportif.

### Médias
Les scènes d'extérieur du film L'Alibi (1937) de Pierre Chenal ont été tournées « à la plage de Trilport ». Le nom de la ville est cité à plusieurs reprises dans l'émission télé satirique Baffie vérifie la pub du comique Laurent Baffie.